# Artera brahială

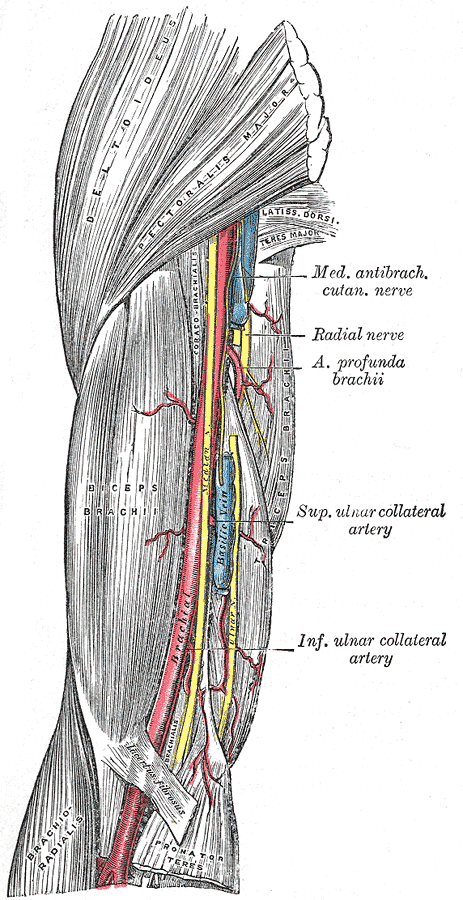
Artera brahială, evidențiată cu roșu

Artera brahială este un vas de sânge major situat în membrul superior și este principalul furnizor de sânge pentru braț și mână. Artera brahială continuă traiectul arterei axilare de la nivelul marginii inferioare a mușchiului pectoral mare și se întinde până la 1–2 cm distal de plica cotului sau sub aponevroza bicipitală, unde se împarte în ramurile sale, artera radială și artera ulnară. Pulsul arterei brahiale poate fi simțit pe partea anterioară a cotului. Acesta este motivul pentru care tensiunea arterială este măsurată în această zonă utilizând fie un sfigmomanometru, fie un stetoscop.

## Traiect
Artera brahială începe la marginea inferioară a tendonului mușchiului pectoral mare, prelungind artera axilară și se termină la nivelul plicii cotului, unde la circa 1–2 cm, distal de ea, se bifurcă în artera radială și artera ulnară.
Are un traiect descedent în loja anterioară a brațului. În traiectul său descendent are inițial lateral mușchii biceps brahial și coracobrahial, pentru ca distal să se așeze anterior de mușchiul brahial. Împreună cu nervul median și cu două vene brahiale care o însoțesc pe tot parcursul, artera brahială formează mănunchiul vasculo-nervos al brațului. Nervul median încrucișează artera dinspre lateral spre medial, trecând anterior, dar în varianta numită artera brahială superficială (brachialis superficialis) se află situată anterior de nerv. Medial de arteră, în partea superioară a brațului se află nervii cutanat brahial medial, cutanat antebrahial medial și ulnar. Ajungând la nivelul cotului, artera brahială se așează ca element profund în șanțul bicipital medial împreună cu nervul median și cele două vene brahiale.

## Raporturi anatomice

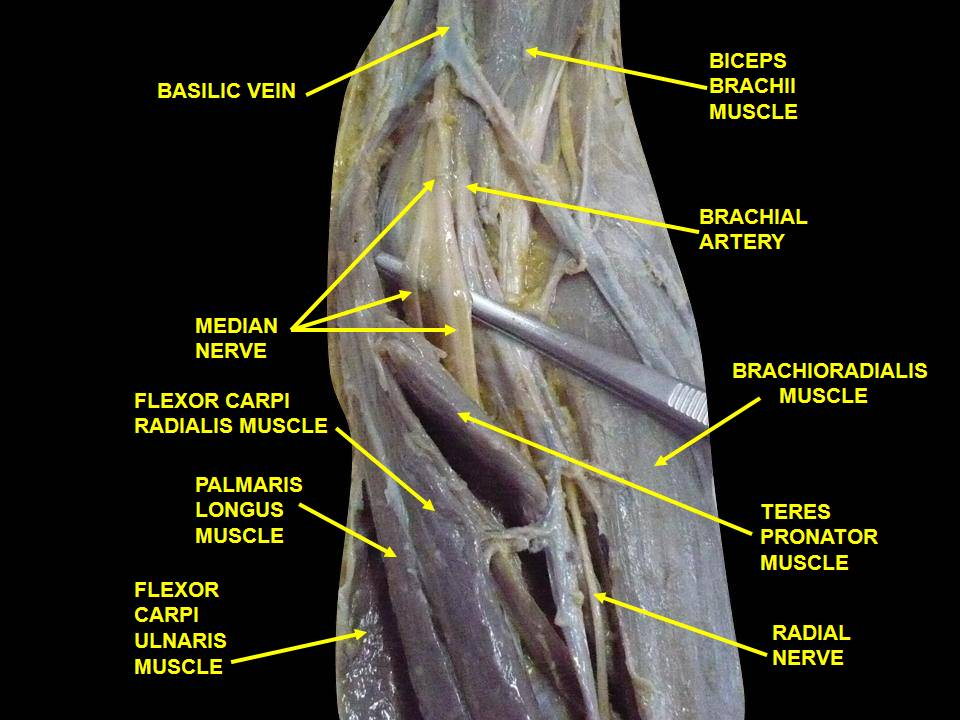
Raporturile arterei brahiale văzute în disecție

Raporturile arterei brahiale cu alte structuri ale brațului pot fi importante în practica clinică. Artera brahială este un vas superficial și este acoperită doar de straturile pielii, respectiv de fasciile superficială și profundă, cu câteva excepții. Prima excepție apare la nivelul fosei ulnare, unde aponevroza bicipitală acoperă artera și o separă de vena ulnară medială. A doua excepție o constituie încrucișarea nervului median la nivelul inserției distale a mușchiului coracobrahial.
Posterior, artera brahială este separată de capul lung al mușchiului triceps brahial prin artera brahială profundă și nervul radial. Inserțiile mușchilor coracobrahial și brahial, precum și capul medial al mușchiului triceps brahial se află, de asemenea, posterior de artera brahială. Nervul median și mușchiul coracobrahial se află lateral de artera brahială în porțiunea sa proximală, în timp ce nervul cutanat medial al antebrațului și nervul ulnar sunt situați medial. În porțiunea distală a arterei brahiale, vena bazilică și nervul median se află medial. Două vene comitante însoțesc artera brahială și sunt conectate între ele prin ramuri transversale și oblice.

## Variații anatomice
Asemenea altor structuri din corpul uman, traiectul anatomic al arterei brahiale poate varia de la om la om. Artera brahială poate să se abată de la traiectul său obișnuit de-a lungul porțiunii mediale a bicepsului și să treacă mai medial spre epicondilul medial al humerusului. În acest caz, artera brahială trece posterior de procesul supracondilar al humerusului înainte de a străbate sau a trece posterior de mușchiul rotund pronator. Artera brahială poate forma, de asemenea, anastomoze sau ramuri mai proximale decât de obicei. În acest caz, artera se împarte în trei ramuri denumite artera ulnară, artera radială și artera interosoasă comună. Uneori, arterele mici și subțiri leagă artera brahială de artera axilară și poartă numele de vase aberante.

## Ramuri

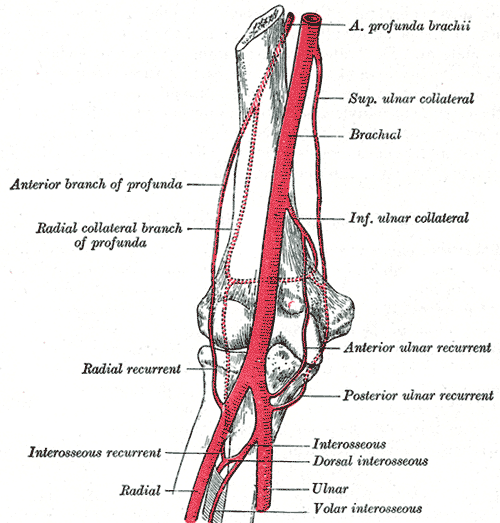
Artera brahială și ramurile sale

Din artera brahială se desprind trei ramuri mari. Artera brahială profundă (profunda brachii) este cea mai voluminoasă ramură din artera brahială, având originea la nivelul marginii inferioare a mușchiului rotund mare. Se distribuie lojei posterioare a brațului pe care o străbate trecând prind șanțul nervului radial, însoțită de nervul omonim și două vene satelite. Pe parcursul traiectului său, din artera brahială profundă se desprind:
- artere nutritive ale humerusului (nutriciæ humeri) destinate dializei humerusului; sunt de obicei două și se desprind din artera brahială profundă în vecinătatea originii sale;
- ramura deltoidiană (ramus deltoideus), cu direcție oblică superolaterală, trece prin inserțiile mușchilor coracobrahial și deltoid, anastomozându-se cu arterele circumflexe;
- artera colaterală medie (collateralis media) se îndreaptă inferior spre cot și se anastomozează cu artera interosoasa recurentă din artera interosoasă posterioară;
- artera colaterală radială (collateralis radialis) este ramura terminală a arterei brahiale profunde; perforează împreuna cu nervul radial septul intermuscular lateral al brațului, și în șanțul bicipital lateral se anastomozează cu artera recurentă radială din artera radială.

Artera colaterală ulnară superioară (collateralis ulnaris superior) are originea imediat în apropierea arterei brahiale profunde, și la circa 4–5 cm pătrunde împreună cu nervul ulnar prin septul intermuscular medial al brațului în loja posterioară și în final ajunge în șanțul nervului ulnar, unde se anastomozează cu artera recurentă ulnară posterioară. Artera colaterală ulnară inferioară (collateralis ulnaris inferior) se desprinde inferior de artera colaterală ulnară superioară, la 3–6 cm. După un scurt traiect se divide într-o ramură care irigă mușchiul brahial și se anastomozează cu ramura anterioară a arterei colaterale ulnare superioare, și o ramură care coboară spre originea mușchiului rotund pronator, pe care îl irigă, anastomozându-se cu artera recurentă ulnară. Formează rețeaua arterială a cotului împreuna cu artera colaterală ulnară superioară.